# Општина Драгичени (Олт)
Драгичени (рум. Drăghiceni) општина је у Румунији у округу Олт.
Oпштина се налази на надморској висини од 133 m.